# Великі майстри
«Великі майстри» (2013) — художній фільм Вонга Карвая, присвячений біографії майстра бойових мистецтв Іп Мана.
7 лютого 2013 року показом цього фільму було відкрито 63-й Берлінський кінофестиваль.

## Зміст
Засновник найстарішої Школи бойових мистецтв має намір піти на спокій і передати справи гідному наступнику. Але найкращий його учень виношує куди більш амбітні плани — він має намір об'єднати всі розрізнені школи в одну. З цією метою він викликає на поєдинок лідера кожної школи і, здобуваючи перемогу раз за разом, об'єднує всі школи. Останньою залишається школа його померлого вчителя, відстояти пам'ять якого на поєдинок виходить його дочка, таємно закохана в свого суперника…

## У ролях
- Тоні Люн Чу Вай — Іп Ман
- Чжан Цзиї — Гун Ер
- Чан Чень — Лезо
- Елвіс Цуй — Масан

## Знімальна група
- Виробництво: Block 2 Pictures, Jet Tone Films
- Режисер: Вонг Карвай
- Продюсери: У Сіюань, Вонг Карвай
- Автор сценарію: Вонг Карвай
- Оператор: Філіп Ле Сурдо
- Композитор: Френкі Чан
- Постановка бойових сцен: Юань Хепін

## Прокат. Критика
Світова прем'єра фільму відбулася 6 січня 2013 року в Пекіні. 7 лютого 2013 року фільм відкрив Берлінський кінофестиваль, проте він не бере участі в конкурсі. В Україні прокат почнеться 7 березня 2013 року.
Меггі Лі з журналу «Variety» написала, що Вонг Карвай у цьому фільмі «перевершив усі сподівання» (exceeds expectations). Кларенс Цуй з журналу «The Hollywood Reporter» зазначив, що Юань Хепін поставив засліплюючі бої (dazzling fights), проте водночас фільм сповнений «меланхолії та майже екзистенціальної покірності мінливій долі» (melancholy and a near-existentialist resignation to the uncertainties of fate).
2014 року стрічка нагороджено Азійською кінопремією за найкращий фільм.